# Tropicanus chiapasus
Tropicanus chiapasus är en insektsart som beskrevs av Keti Maria Rocha Zanol 1991. Tropicanus chiapasus ingår i släktet Tropicanus och familjen dvärgstritar. Inga underarter finns listade i Catalogue of Life.